# Anodontites trapesialis
Anodontites trapesialis (Lamark, 1819) es un molusco bivalvo de agua dulce perteneciente a la familia Mycetopodidae, presente en América del Sur y Central, hasta el sur de México.

## Descripción
Se caracteriza por tener una concha con forma trapezoidal grande, de pared delgada y con perióstraco liso. Borde del manto sin tentáculos. Presenta un cuarto pliegue del manto bien desarrollado. Los palpos son suaves hacia afuera, internamente con pliegues relativamente grandes que se ven fácilmente y un margen suave. Posee branquias con pliegues anchos transversales. Papila anal de paredes delgadas. Es hermafrodita, sin embargo no se sabe si ocurre autofecundación.
La fertilización del óvulo ocurre dentro de la cavidad del manto de la hembra; el macho libera esperma directamente al agua. La larva se desarrolla en las branquias de la hembra, cuando termina su desarrollo son liberadas hasta encontrar un hospedero donde completa su desarrollo. El lasidium (un ectoparásito temporal de peces) en A. trapesialis parasita preferentemente a los peces pequeños, fijándose por todo el cuerpo, especialmente en las aletas. En su fase temprana de desarrollo no tiene especificidad para el parasitismo. Se alimentan de material en suspensión que incluye plancton y detritos orgánicos finamente divididos.

## Distribución y Hábitat
Extendido en países de América del Sur desde la Cuenca del Plata, a través de la cuenca del Amazonas y los drenajes del norte, América Central llegando hasta el sur de México.
En Argentina se ha encontrado en las provincias de: Jujuy, Salta, Tucumán, Formosa, Chaco, Misiones, Corrientes, Entre Ríos, San Luis, Santiago del Estero, Córdoba, Santa Fe, Buenos Aires y Catamarca.
Esta especie vive en corrientes de variable dinámica, pero generalmente tranquilas. Se encuentran casi totalmente enterrados ya sea en un fondo fangoso o fangoso-arenoso, formados por grandes cantidades de partículas muy finas (limo-arcilla) en regiones de pequeños rápidos en los ríos o en los estanques sometidos a inundaciones periódicas durante la estación lluviosa. Los ejemplares más pequeños viven en las orillas, con un bajo nivel del agua por encima del sustrato donde están enterrados.

### Estado de Conservación
No hay suficiente información sobre su estado de conservación ya que la IUCN no tiene información actualizada por falta de estudios. Existen propuestas recientes en Argentina como en Brasil para actualizarla.

### Registro fósil
La mayoría de los bivalvos fósiles sudamericanos pertenecen a las almejas nacaríferas, como los que corresponden a la familia Mycetopodidae, con géneros como Anodontites, entre otros. Según algunos autores, se conoce fósil de Anodontites en el Cretácico Superior de Bahía (Brasil) y Terciario Superior del Noreste argentino.
En los últimos años se han encontrado registros fósiles en otras regiones de Argentina, como en los Valles Calchaquíes, al noroeste del país.

### Arqueomalacología
Existen trabajos que muestran el uso de estos moluscos como elementos utilitarios u ornamentales, e incluso de tipo ritual, encontrados en sitios arqueológicos de distintas regiones de Argentina, como los de la Laguna Mar Chiquita o Mar de Ansenuza (provincia de Córdoba) en la que las valvas formaban parte del ajuar funerario.
En otro trabajo, se describe el hallazgo de diversos materiales, entre ellos Anodontites, en un sitio arqueológico de la provincia de Chaco que sería un enterratorio con una antigüedad de ca. 1500 d. C.

## Usos

### Utilitario
Además del uso ornamental y ritual que tiene desde la antigüedad, el uso como utensilio está presente en algunos pueblos indígenas de la Argentina, inclusive hasta la actualidad. Las valvas, luego de extraídos los órganos internos y secadas, tienen un uso tradicional como cuchara y como alisadores para piezas cerámicas, muy utilizados en las comunidades Qom (tobas) como Wichí.
En idioma qom se le llama "conec" y en idioma wichí es "kanek".

### Alimentación
Si bien no hay registros de épocas anteriores sobre su uso alimentario, en la actualidad existen algunos estudios que analizan la utilidad de Anodontites en alimentación humana y animal, por su alto nivel proteíco, tal como se utilizan los bivalvos marinos. También se hace referencia al uso de las valvas como fuente mineral. Hay varios trabajos interesantes que analizan detalladamente su potencial en Perú, Costa Rica y Brasil.

### Bioindicador
Desde hace años se viene utilizando bivalvos como bioindicadores de distintos grados de contaminaciones con diferentes sustancias o ante cambios en la situación ambiental del medio circundante.